# جون تايلور (موظف مدني)
جون تايلور (بالإنجليزية: John Taylor)‏ هو موظف مدني أسترالي، ولد في 2 ديسمبر 1930، وتوفي في 18 مايو 2011 في كانبرا في أستراليا.